# Paracladius quadrinodosus
Paracladius quadrinodosus är en tvåvingeart som beskrevs av Hirvenoja 1973. Paracladius quadrinodosus ingår i släktet Paracladius och familjen fjädermyggor. Arten är reproducerande i Sverige. Inga underarter finns listade i Catalogue of Life.